# 1968 في السويد
فيما يلي قوائم الأحداث التي وقعت خلال عام 1968 في السويد.

## أفلام
من الأفلام التي صدرت هذه السنة في السويد:
- 1 يناير – العار من إخراج إنغمار برغمان.
- 1 يناير – ساعة الذئب من إخراج إنغمار برغمان.

## مواليد

### يناير
- 3 يناير – كينت كارلسون لاعب كرة مضرب سويدي.

### فبراير
- 2 فبراير – أولريك يونسون لاعب كرة قدم سويدي.
- 15 فبراير – توماس سفنسون لاعب كرة يد سويدي.

### مارس
- 21 مارس – توماس نيداهل لاعب كرة مضرب سويدي.

### أبريل
- 16 أبريل – مارتين داهلين لاعب كرة قدم سويدي.

### يوليو
- 8 يوليو – ماغنوس إيرلينغمارك لاعب كرة قدم سويدي.

### أغسطس
- 20 أغسطس – كلاس إنغيسون لاعب ومدرب كرة قدم سويدي.
- 22 أغسطس – هنريك هولم لاعب كرة مضرب سويدي.
- 26 أغسطس – بو أندرسون لاعب كرة قدم سويدي.

### سبتمبر
- 13 سبتمبر – إيما ويكلوند ممثلة سويدية.
- 28 سبتمبر – مايكل نيلسون لاعب كرة قدم سويدي.

### فبراير
- 16 فبراير – إينار هامارستن (مواليد 1889) طبيب سويدي.

### مارس
- 16 فبراير – إينار هامارستن (مواليد 1889) طبيب سويدي.
- 31 مارس – إيفار ويدلوند (مواليد 1905) لاعب كرة قدم سويدي.

### مايو
- 22 مايو – إريك فريبورغ (مواليد 1893) درّاج طريق سويدي.